# 今江祥智
今江 祥智（いまえ よしとも、1932年1月15日 - 2015年3月20日）は、日本の児童文学作家・翻訳家。
1999年に紫綬褒章を、2005年に旭日小綬章を受章している。

## 来歴・人物
今江駒吉とサキの三男として、大阪市南区島之内に生まれる。父駒吉は、兄が経営する料亭「大市」（だいいち）の仕入れ部長役で、のちに大日本蚕毛株式会社を興し社長に就任したが、1937年、酔って頭部を負傷したことから自宅で療養するようになり、1941年6月、50歳の時に急性脳炎で死亡した。
1936年、渥美幼稚園に入園。幼稚園で配られた「キンダーブック」により、初めて絵本と出会う。1937年、塩町に転居。以後、1945年までここで育つ。
1938年、渥美小学校に入学。当時、名古屋に妻公認の愛人を持っていた駒吉が、妾宅から自宅に帰るときの照れ隠しとして講談社の絵本の新刊を全冊毎月買い揃えたため、『かちかち山』『桃太郎』から『岩見重太郎』『乃木大将』までを刷り込まれ、児童文学に対する素養を育まれる。
1944年、旧制今宮中学校に入学。絵画部に所属する傍ら、海野十三、山中峯太郎、佐々木邦、佐藤紅緑などの少年小説を愛読。幼年学校を目ざす軍国少年だったが、心臓脚気を患ったため、医者に勉強を止められた。
1945年3月、大阪大空襲で焼け出されたため、母の実家がある和歌山県橋本に移住し、ここから旧制今宮中学校に遠距離通学。1945年8月、橋本で敗戦を迎える。橋本では慣れぬ畑仕事を経験したが、1948年に帰阪し、学制改革により新制今宮高等学校2年次に編入。引き続き絵画部で絵を描く傍ら、図書部に入り、ヘルマン・ヘッセ、鈴木三重吉、山本有三、芥川龍之介、夏目漱石などを濫読。さらに、学校新聞の文芸作品募集に応じて「松葉上人」を提出したところ、入選し掲載される。このころ、岩波文庫めあての古書店めぐりに熱中し、中勘助『銀の匙』を読んで感動、座右の書とする。
1950年、同志社大学文学部英文科に入学。上賀茂の医師宅に下宿。ヴェルコールやクロード・モルガンやルイ・アラゴンやアランやフランソワ・ラブレーなどの仏文学に傾倒し、辰野隆や渡辺一夫など仏文学者の著書を愛読、さらにロマン・ロラン研究会を設立して顧問に新村猛講師（当時名古屋大学教授）を迎える。この研究会で知り合った上級生の松居直（のち福音館書店会長）から勧められて立原道造や堀辰雄を愛読。このころ、サークル仲間の京大生尾埜善司（のち弁護士）の招きで信州追分を旅し、立原や堀にゆかりがある油屋旅館で、偶然に福永武彦や中村真一郎と逢う。
1952年、文学研究会に所属し、「同志社文学」に評論を発表。田宮虎彦、堀辰雄、桑原武夫などを扱った内容。1953年、「同志社文学」に短篇「夜と人と」「夢の中では瞳は空色になる」を発表。当時はとりたてて児童文学に関心が向いていたわけではなかった。和辻哲郎『古寺巡礼』の影響で奈良や京都の古寺を巡ったのもこの時期のことである。
卒業論文にはヘンリー・フィールディングを、次いでロバート・ネイサンを扱おうとしたが、いずれも教授に拒絶されたためハーバート・リードに決め、英文による卒論「批評家ハーバート・リードの諸相」を提出して、1954年3月、大学を卒業。同年4月、新村の世話で名古屋市の桜丘中学校に英語教師として赴任（初任給9800円）。初めは新村家に寄寓していたが、やがて新出来町なる覚音寺の庫裡の二階六畳に下宿して学校に通勤。この時期の体験は『牧歌』の材料となった。中学校では担任を持たされず、図書館係に任ぜられ、岩波少年文庫の『ムギと王さま』（ファージョン）、『くろんぼのペーター』（ヴィーヘルト）、『おにごっこ物語』（エーメ）、『エミールと少年探偵たち』（ケストナー）、『星の王子さま』（アントワーヌ・ド・サン＝テグジュペリ）といった名作群と出会ったことがきっかけで児童文学の魅力に開眼。同年、詩集「四季」および短篇集「野の娘」「仔馬」（いずれもガリ版刷りの私家本）を出したことがきっかけとなり、同人誌「近代批評」に迎えられる。
1957年、「近代批評」に立原道造論やケストナー論を、「詩と評論」に谷川俊太郎小論を発表。さらに松居の勧めで童話を書き始め、当時松居が編集していた「母の友」に「ネコのクロクロ」「トトンぎつね」を載せる。1958年、「母の友」に「アメだまをたべたライオン」「三びきのライオンの子」「四角いクラゲの子」「ぽけっとくらべ」などを続々と発表。1959年、「近代批評」に発表した連作童話「小さな神様たち」12篇がきっかけとなり、「岐阜タイムス」に「山のむこうは青い海だった」を連載（挿絵は長新太）。
1960年、松居直の勧めで教職を辞して上京、小金井（画家河野通勢の未亡人の家）に下宿して福音館書店に勤務。編集者として児童文学に関わることを望んでいたが、意に反して「英語発音小辞典」「ピクチュア・カード」など英語関係の学習書籍を担当させられた。木島始の世話により、同年10月、理論社から『山のむこうは青い海だった』を上梓。
1961年、松居の世話で日本リーダーズ・ダイジェスト社に移り、漫画誌「ディズニーの国」の編集を担当。（当時の編集長の三井高進が三井財閥に連なる小石川三井家の第10代当主だったことから、後年『大きな魚の食べっぷり』が生まれた）当時珍しかった週休二日制の会社であることを利用し、余暇は創作に打ち込む。秋に千江夫人と結婚。また寺村輝夫の『ぞうのたまごのたまごやき』を読んで、理論社初代社長の小宮山量平に掛け合い、『ぼくは王さま』を刊行するきっかけを作る。
1962年、三井編集長の急死により「ディズニーの国」誌の編集長となり、手塚治虫や福永武彦、飯沢匡、岡本喜八、北杜夫、三浦哲郎など多数の執筆者と交友するが、1964年の同誌廃刊に伴い、理論社の嘱託編集者に転じる。この間、1963年10月に長女冬子（のち女優）が誕生。1967年、『海の日曜日』によりサンケイ児童出版文化賞および厚生省児童福祉文化奨励賞を受賞。
母の死をきっかけに東京を離れ、1968年4月、京都市に移住。同年から中川正文の世話で聖母女学院短大講師となる。
1971年春、千江夫人と協議離婚し、娘と二人暮らしになる（この時の経験が『優しさごっこ』『冬の光』の題材となる）。1972年、「ベトナムの子供を支援する会」から反戦短編『へんですねぇ へんですねぇ』を発表（絵：長新太）。1974年、『ぼんぼん』により日本児童文学者協会賞受賞。
1981年、教授会の煩雑さに閉口し、自らの全集の刊行を機に聖母女学院短大教授を辞任するが、以後2年間、同校で非常勤講師を務める。季刊誌「飛ぶ教室」を光村図書からプロデュース。1985年3月、理論社編集者の成澤栄里子と再婚。1988年、『ぼんぼん』から『牧歌』に至る四部作で路傍の石文学賞を受賞。
シャンソンを愛し、イヴ・モンタンを崇拝。好きな落語家は桂枝雀。歴史上の人物では高杉晋作を尊敬している。
1970年代の『兄貴』『ぼんぼん』『優しさごっこ』『冬の光』などの長編は、児童文学の枠を超えて読まれるようになり、特に『優しさごっこ』は1980年にNHKでドラマ化され、ベストセラーとなった。この時期、灰谷健次郎、上野瞭、佐野洋子などが、同様に、児童文学や絵本から、大人向け作品へ移行していく現象があり、それは踵を接して、よしもとばななや角田光代のような、最初から少年文学風に書く作家を生む一因をなした。このことは、児童文学の境界の問題として考察されるべきものである。
2015年3月20日午前6時47分、肝臓がんにより死去、享年83。

## 『ひげのあるおやじたち』絶版回収事件
今江は「母の友」に1967年4月号から1968年3月号まで連載した長篇『ひげのあるおやじたち』（1970年11月10日、福音館書店から刊行）の第8章「八ばんのとうちゃん 非人頭甚五」における
などの表現や、非人部落の描写である
などの表現が部落差別を助長しているとされ、部落解放同盟から糾弾を受けたことがある。特に『解放新聞』編集長の土方鐵の意見は「（田島征三の）絵が汚い、汚く描いたところが差別だ」というものであった。
これに対して、自らの画風をかねがね「汚い」と評されて差別されることが多かった田島は「それこそ、差別じゃあないですか！」と言い返そうとしたが、今江は、1971年4月、「日本児童文学」誌に「わたしの中の"差別"」と題する反省文を発表し、早々と『ひげのあるおやじたち』を絶版・回収・裁断処分にすると決定（以後、全集にも収録していない）。この対応を“表現の自由を主張しないのは立派だ”と土方や宅間英夫ら部落解放同盟の関係者から讃えられた今江は、これ以後『タンポポざむらい』など差別に関する作品を執筆した時は宅間らに検閲を乞うに至った。特に宅間からは、京都市北白川の自宅を購入する際に「銀行をだまくらか」す便宜を図ってもらったという。その他、部落解放同盟大阪府連合会に招かれて講演をおこない、さらに部落解放文学賞童話部門の選考委員を20年以上にわたり務めていた。
その後この作品は38年の歳月を経て2008年に『ひげがあろうが なかろうが』に併録される形で部落解放同盟の出版部門である解放出版社から復刊された。このことにつき田島は「今回38年ぶりに、出たが、超分厚い本の中に飲み込まれてしまったし、タイトルカットのみで、見てもらいたいイラストレーションは一枚も入ってないのだ。タイトルカットにしても、原画がみつからず、印刷物からの複写だから迫力に欠ける。今回の出版社は部落解放同盟の出版、要するに三十八年前の絶版は早とちりということなんですね」と評している。

## 著書

### 20代
- 28歳
  - 山のむこうは青い海だった 理論社, 1960 のち角川文庫、フォア文庫
- 29歳
  - ぽけっとにいっぱい 理論社, 1961 のちフォア文庫

### 30代
- 30歳
  - きえたとのさま 小峰書店, 1962
  - ぼくはライオン 理論社, 1962 のちフォア文庫
- 31歳
  - ちょうちょむすび 降旗美術印刷, 1963
- 32歳
  - わらいねこ 理論社, 1964
  - アムンゼン 三十書房, 1964
- 33歳
  - えすがたにょうぼう 盛光社, 1965
  - かぜにふかれて さ・え・ら書房, 1965
- 34歳
  - ふたり大名 小峰書店, 1966
  - 海の日曜日 実業之日本社, 1966 のち講談社文庫
  - かくれんぼ物語 理論社, 1966
  - 海賊の歌がきこえる 理論社, 1966 のちフォア文庫
- 35歳
  - 黒い馬車 盛光社, 1967
  - ちからたろう ポプラ社, 1967
  - ふるやのもり ポプラ社, 1967
- 37歳
  - おじさんによろしく ポプラ社, 1969
  - さよなら子どもの時間 あかね書房, 1969 のち講談社文庫
  - いってしまったこ 実業之日本社, 1969
  - 星をかぞえよう 理論社, 1969
  - 麦わら帽子は海の色 理論社, 1969
  - あいつとぼくら あかね書房, 1969
- 38歳
  - ひげのあるおやじたち 福音館書店, 1970
  - いろはにほへと ポプラ社, 1970
  - どろんこ祭り 小峰書店, 1970
  - 小さな青い馬 ポプラ社, 1970
  - きみとぼく 福音館書店, 1970
  - 大人の時間子どもの時間 理論社, 1970 (児童文学評論シリーズ)
  - あのこ 理論社, 1970
- 39歳
  - 海いろの部屋 理論社, 1971
  - 海のおくりもの 講談社, 1971
  - ごまめのうた 理論社, 1971
  - ぽけっとのお祭り 理論社, 1971

### 40代
- 40歳
  - 山にいきるにほんかもしか 千趣会, 1972
  - 殿様によろしく 偕成社, 1972
  - 鬼 あかね書房, 1972
  - てんぐちゃん 偕成社, 1972
  - 子どもの国からの挨拶 晶文社, 1972
- 41歳
  - 夕焼けの国 実業之日本社, 1973 のち講談社文庫
  - フルートと子ねこちゃん あかね書房, 1973
  - ぼんぼん 理論社, 1973 のち新潮文庫、岩波少年文庫
- 42歳
  - ひなぎくをたべないで 偕成社, 1974
  - 水と光とそしてわたし 岩波書店, 1974
  - ぱるちざん 大和書房, 1974
- 43歳
  - そよ風とわたし ポプラ社, 1975
  - タンポポざむらい ポプラ社, 1975
  - 人間なんて知らないよ 筑摩書房, 1975
  - 絵本の時間絵本の部屋 すばる書房盛光社, 1975
- 44歳
  - 朝日のようにさわやかに サンリオ, 1976
  - そこがちょっとちがうんだ 文研出版, 1976
  - しばてんおりょう あかね書房, 1976
  - ふたりのつむぎ唄 理論社, 1976
  - 兄貴 理論社, 1976 新潮文庫
- 45歳
  - ひとは遠くからやってくる 角川文庫, 1977
  - くらくらしちゃった 旺文社, 1977
  - ねこふんじゃった 偕成社, 1977
  - 優しさごっこ 理論社, 1977 のち新潮文庫
- 46歳
  - たくさんのお母さん あかね書房, 1978
  - 夢みる理由 晶文社, 1978
  - 愛に 7つの物語 編集工房ノア, 1978
  - あたたかなパンのにおい 偕成社, 1978
  - きみとぼくとそしてあいつ 大日本図書, 1978
  - パパはころしや 理論社, 1978 のちフォア文庫
  - あめだまをたべたライオン フレーベル館, 1978
- 47歳
  - やっぱり友だち 筑摩書房, 1979
  - なみにゆられて 金の星社, 1979
- 48歳
  - 今江祥智の本 全22巻 理論社, 1980－81
  - よるのいちばんふかいとき 童心社, 1980
- 49歳
  - 夢いろの曲り角で 童心社, 1981
  - 冬の光 理論社, 1981 のち新潮文庫
  - おれたちのおふくろ 理論社, 1981

### 50代
- 50歳
  - 写楽暗殺 理論社, 1982
- 51歳
  - 優しいまなざし 理論社, 1983
  - プー横丁だより 児童文学の現在 青土社, 1983
  - ぼくの宝島 青土社, 1983
  - おれは神さま 偕成社, 1983
- 52歳
  - 縞しまのチョッキ ピーター・パン通信 青土社, 1984
  - 絵本の新世界 大和書房, 1984
  - 2杯目のスープ 国土社, 1984
  - 兄ちゃんのいた夏 理論社, 1984
  - ほのおの夜 理論社, 1984
- 53歳
  - 牧歌 理論社, 1985
  - 紙のお月さま 理論社, 1985
- 54歳
  - 今江祥智童話館 全17巻 理論社, 1986－87
- 55歳
  - 今江祥智「童話」術・物語ができるまで 晶文社, 1987
  - 明るい表通りで 理論社, 1987
- 56歳
  - ズボンじるしのクマ 理論社, 1988
  - 大きな魚の食べっぷり 新潮社, 1988
- 57歳
  - 今江祥智の本 第23－36巻 理論社, 1989－91
  - 物語100,今江祥智 理論社, 1989
  - リンゴの木の下で 理論社, 1989
- 58歳
  - 私の彼氏 新潮社, 1990
  - 薔薇猫ちゃん 原生林, 1990
- 59歳
  - きょうも猫日和 マガジンハウス, 1991
  - くまとうさん ひくまの出版, 1991
  - さよなら、ピーター・パン 子供の国からの挨拶 福武文庫, 1991
  - 雲を笑いとばして 理論社, 1991

### 60代
- 61歳
  - あさごはんひるごはんばんごはん 福武書店, 1993.10
  - 食べるぞ食べるぞ マガジンハウス, 1993
  - クマちゃんにあいたくて クレヨンハウス, 1993
- 62歳
  - そらまめうでてさてそこで 文渓堂, 1994
  - マイ・ディア・シンサク 新潮社, 1994
- 63歳
  - しもやけぐま 草土文化, 1995
  - 猫の足あと 小学館, 1995
  - おにごっこだいすき 岩崎書店, 1995
  - でんでんだいこいのち 童心社, 1995
- 64歳
  - まんじゅうざむらい 解放出版社, 1996
  - 日なたぼっこねこ 理論社, 1996
  - 幸福の擁護 みすず書房, 1996
- 65歳
  - 夢色の大通りで 理論社, 1997
- 66歳
  - ぼくだけのきょうりゅう ベネッセコーポレーション, 1998
  - 帽子の運命 出版工房原生林, 1998
  - はじまりはじまり 淡交社, 1998
- 69歳
  - 袂のなかで マガジンハウス, 2001
  - ぼくのメリー・ゴー・ラウンド 私家版, 2001

### 70代
- 70歳
  - ぼくのスミレちゃん 旬報社, 2002
  - なんだったかな BL出版, 2002
  - 私の寄港地 出版工房原生林, 2002
  - ゆきねこちゃん 教育画劇, 2002
  - ひとつふたつみっつ BL出版, 2002
- 71歳
  - てんぐちゃん 偕成社, 2003
  - なんででんねん天満はん 童心社, 2003
  - 子供の本持札公開 aーb みすず書房, 2003
  - よるわたしのおともだち BL出版, 2003
- 72歳
  - 今江祥智ショートファンタジー1－5 理論社, 2004－05
  - 龍 BL出版, 2004
  - せんべいざむらい 佼成出版社, 2004
  - 魚だって恋をする BL出版, 2004
- 73歳
  - ぽけっとくらべ 文研出版, 2005
  - オリーヴの小道で BL出版, 2005
- 74歳
  - いつだって長さんがいて… BL出版, 2006
  - 薔薇をさがして… BL出版, 2006
- 76歳
  - ひげがあろうが なかろうが　解放出版社, 2008
  - お勘定！ 私家版, 2008
- 77歳
  - 桜桃のみのるころ　BL出版, 2009

## 受賞・栄典
- 1967年　『海の日曜日』 によりサンケイ児童出版文化賞、厚生省児童福祉文化奨励賞[9]
- 1974年　『ぼんぼん』により日本児童文学者協会賞[2]
- 1977年　『兄貴』 により野間児童文芸賞[2]
- 1988年　『ぼんぼん』『兄貴』『おれたちのおふくろ』『牧歌』の自分史4部作と多年の児童文学への貢献により路傍の石文学賞[2]
- 1996年　『でんでんだいこいのち』により小学館児童出版文化賞[2]
- 1999年　紫綬褒章[10]
- 2002年　京都府文化賞功労賞
- 2005年　旭日小綬章[10]、『いろはにほへと』により日本絵本賞
- 2008年　エクソンモービル児童文化賞[2]

## 関連人物
- 上野瞭
- 灰谷健次郎
- 手塚治虫
- 長新太
- 宇野亜喜良
- 和田誠
- 田島征三
- 小宮山量平
- 松居直
- 落合恵子
- 山田太一
- 谷川俊太郎
- 河合隼雄